# 露の五郎兵衛
露の 五郎兵衛（つゆの ごろべえ）は上方落語の名跡。初代は京落語（上方落語）の祖とされる。現在は空き名跡となっている。
- 初代露の五郎兵衛 - （1643年（寛永20年）? - 1703年6月22日（元禄16年5月9日））は、江戸時代前期の落語家。京都出身で、元は日蓮宗の談義僧。還俗して辻咄を創始し、京都の北野、四条河原、真葛が原やその他開帳場などで笑い咄、歌舞伎の物真似、判物を演じた。故に上方落語の祖とされる。号は雨洛。晩年に再び剃髪し、露休を号す。著書に『軽口露がはなし』『露新軽口ばなし』『露五郎兵衛新ばなし』などがある。北野天満宮境内には記念碑が建てられている。
- 二代目露の五郎兵衛 - 本項にて記述

二代目 露の五郎兵衛（にだいめ つゆの ごろべえ、1932年3月5日 - 2009年3月30日）は、落語家、大阪仁輪加の仁輪加師。本名∶明田川 一郎。　
上方落語協会会長、日本演芸家連合副会長、番傘川柳本社同人、日本脳卒中協会会員などを歴任した。生前の所属事務所はMC企画、五郎兵衛事務所。

## 来歴
祖父母が京都市下賀茂の映画撮影所の裏で芝居や舞踊の稽古場を営んでいた縁で、1938年12月、7歳のときに羅門光三郎主演の映画『暴れだした孫悟空』に小さくなった孫悟空役で出演し、子役俳優となる。その後も、端役などで映画に出演。その後、一家で中国・汕頭市に渡り、汕頭日本東国民学校高等科卒業。中国にて終戦を迎える。
1946年に家族で京都に引き揚げた。同年、生活の糧を得るため、芦乃家雁玉の主宰する「コロッケ劇団」に所属し、芦の家 春一を名乗る。同劇団は軽演劇を標榜していたが、その実は仁輪加を売り物にしていた。地方巡業や、京都の富貴にて前座修行する。1947年11月、戎橋松竹の楽屋で二代目桂春団治に「落語家にならへんか」とスカウトされ、雁玉や林田十郎のすすめもあり、正式に入門して桂 春坊を名乗る。入門まで落語を聞いたことは一切なかった。落語家としての初舞台は京都座だという。以降、二代目春団治の側近として修業を重ねた。二代目の実子である兄弟弟子の三代目桂春団治は実父からほとんど稽古を付けられることがなかったため、二代目のことを訊かれた際に三代目は、「私ではなく、露の五郎（当時）に訊いて下さい」と返答していた。また、若手のころには三代目桂米朝と同居しており、「にいさん（米朝）と同棲してましたんや」と自著に記している。晩年の三遊亭志ん蔵にかわいがられ、志ん蔵が怪談噺を演じる際に、客席に乱入する幽霊役を演じたという。
1953年、上方若手落語家が戎橋松竹派と宝塚落語会派に分裂した際に、宝塚へ行く。しかし、そのまま軽演劇の宝塚新芸座に入団し、俳優として活動。しかし1958年に舞台から転落する事故に遭って大怪我を負い、休業。
1959年、二代目桂福団治が三代目桂春団治を襲名したことに乗じて三代目の門下に入り、一・一とともに上方落語協会に入会し、落語界に復帰。協会末席の香盤という条件付きだった。松竹芸能に所属し、道頓堀角座等に出演した。1960年10月、二代目桂小春団治を襲名。
1963年、松竹芸能から日本ドリーム観光へ移籍。千日劇場で公開収録された関西テレビ『お笑いとんち袋』（三代目桂米朝が司会）に回答者として出演した。米朝によれば、『お笑いとんち袋』はヤラセ無しのぶっつけ本番だったが、あらかじめ、なじみの客に題を仕込んでおき、その客の掛け声で即興に見せて演じていたとのこと。米朝は当初このことを知らず、名回答振りに感心していたが、共演者の三代目桂文我が暴露した。また、米朝の得意ネタに関連したお題では、わざと中途半端に答え、司会の米朝に補足させ、オチを解説させることで番組を成立させ、また司会者を立てる機転を利かせたという。
1967年4月、日本ドリーム観光から吉本興業に移籍。1968年4月に吉本側から改名を促され、初代露の五郎兵衛の流れを汲む二代目露乃五郎を襲名した。この同時期に、二代目桂小米朝が月亭可朝を襲名している。本業の落語のかたわら、俳優としてテレビドラマに多く出演した（後述）。
1980年、吉本興業を離れてフリーとなった。1987年に亭号の表記を「露の五郎」に改める。1988年9月より、かねてから東京で客演していた事が縁となり、落語協会に「客分」として入会する。年に数度上京して主に鈴本演芸場の顔付けに加わる。なお、東京では協会を問わず出演しており、1984年に同所での定席興行を撤退するまで組まれていた落語芸術協会の定席興行にも顔付けされていたことがある。
1994年、上方落語協会の会長に就任する。2002年9月に脳内出血、同年11月には原発性マクログロブリン血症を患った。2003年に上方落語協会会長職を辞し、後任の桂三枝に職を譲った。2005年10月、前名「五郎」の由来である大名跡「二代目露の 五郎兵衛」を襲名。同年には歌舞伎の四代目坂田藤十郎の襲名披露もあり、両界そろって数百年ぶりの名跡復活となった。
2009年3月30日、多臓器不全のため77歳で死去。

## 芸歴
- 1938年12月 - 映画『暴れだした孫悟空』に小さくなった孫悟空役で出演、子役俳優となる。
- 1946年 - 芦乃家雁玉の主宰する「コロッケ劇団」に所属し、芦の家 春一[2]を名乗る。
- 1947年11月 - 二代目桂春団治に入門、「春坊」を名乗る。初高座は京都座。
- 1953年 - 上方若手落語家が戎橋松竹派と宝塚落語会派に分裂した際に、宝塚派へ行く。しかし、そのまま軽演劇の宝塚新芸座に入団し、俳優に転身。
- 1958年 - 舞台から転落する事故に遭って大怪我を負い、休業。
- 1959年
  - 二代目桂福団治が三代目桂春団治を襲名したことに乗じて三代目の門下に入る。一・一とともに上方落語協会に入会し、落語界に復帰。協会末席の香盤という条件付きだった。
  - 松竹芸能に所属し、道頓堀角座等に出演した。
- 1960年[2]10月 - 「二代目桂小春団治」を襲名。
- 1963年 - 日本ドリーム観光へ移籍。千日劇場で公開収録された関西テレビ『お笑いとんち袋』に回答者として出演した。
- 1967年4月 - 日本ドリーム観光から吉本興業に移籍。
- 1968年[2]4月 - 吉本側から改名を促され、「二代目露乃五郎」を襲名した。
- 1980年 - フリーとなる。
- 1987年 - 亭号の表記を「露の五郎」に改める。
- 1988年9月 - 落語協会に「客分」として入会し、年に数度上京して主に鈴本演芸場の顔付けに加わる。
- 1994年 - 上方落語協会の会長に就任。
- 2003年 - 会長職を退任。
- 2005年10月 - 「二代目露の五郎兵衛」を襲名[2]。
- 2009年3月 - 77歳で死去[4]。

## 芸風
前座時代は初代桂春団治を踏襲するなど爆笑派だった。やがて中国の古典文学を題材にとった『西遊記』『水滸伝』などの新作落語や、『猿飛佐助』『淀川堤夢川竹』などの講談・歌舞伎の翻案を手がけるようになり、長じると古典の艶笑噺、怪談噺を得意とした。怪談は「怪談の五郎」の異名をとるほど高く評された。艶笑噺については、小咄の研究や収集に関する複数の著書を持つ。
音源が残る演目に、『赤穂城断絶』、『あみだ池』、『浮世床』、『うなぎや』、『延陽伯』、『近江屋丁稚』、『正本芝居噺・加賀見山』、『真景累ヶ淵』の通し、『蛸坊主』、『大丸屋騒動』、『大名道具』、『筍手討』、『鉄砲勇助』、『猫の災難』、『ねずみの耳』、『初天神』、『羽根突き』、『深山隠れ』、『村芝居』、『めがね屋盗人』、『目薬』、『雪の子守唄』、『雪の戸田川』、『夢八』、『四谷怪談』などがある。
若い頃から東京の落語界との交流を持ち、落語協会の客分となって、定期的に東京の寄席に出演していた（上方落語家では、落語芸術協会所属の笑福亭鶴光とともに「主任（トリ）」を務める資格を持っていた）。東京の寄席に客演する際に主任を務める時は「上方怪談噺」として演じている。二代目三遊亭百生（元は上方落語家で、師匠・2代目春団治の兄弟子で3代目桂梅團治を名乗っていた）に私淑し、大家・8代目林家正蔵からも、芝居噺や怪談噺をいくつか授かっている。やがてそれら東京のネタを改作し、上方にもたらした。
2代目五郎時代より、『東の旅』の欠落していた部分（『鯉津栄之助』『天狗の酒盛り』など）の復刻に尽力した。晩年の五郎兵衛時代に全篇演じ、またその名所を巡るという壮大な計画を立てていた。
大阪仁輪加の数少ない伝承者の一人であり、2代目一輪亭花咲に師事し「2代目大阪屋町人」や「3代目一輪亭花咲」を襲名した。一輪亭花咲の名跡は、のちに弟子の露の團四郎に譲り、自ら初代露の五郎兵衛が晩年名乗った「一寸 露休」（ちょっと ろきゅう）を「一寸 露久」という字で襲名した。「久」を用いたのは、「休」を用いて引退すると勘違いされるのを避けたためという。

## 人物
熊沢天皇こと、熊沢寛道の「侍従長」として半年仕えたことがある。
自宅の塀に大きな家紋を描いていた。「カモーン」（come on! ＝千客万来）の洒落。

## 家族
次女:菅原早樹（後述）の影響で、2003年10月26日に妻とともに洗礼を受けたキリスト教徒であり、教会やキリスト教テレビ伝道番組の『ハーベスト・タイム』等で落語や講演をおこなった。信仰生活に関する著書を上梓した（下記）ほか、次女との共作の「福音落語」（別名「神方噺（かみがたばなし）」）も演じた。
双子の娘がおり、そのうちの姉は女優・落語家の露のききょう。妹は「おしゃべり賛美家」として活動する菅原早樹で、単立・藤井寺キリスト教会の牧師（菅原義久）と結婚。この娘婿は滋賀県栗東市の栗東キリスト教会の牧師として赴任していた頃、五郎兵衛がキリスト教徒になるきっかけを作った。姉のききょうも妹の影響でキリスト教徒となっており、落語にキリスト教のネタを取り入れた「福音落語」を行なっている。孫の菅原詩音は、青二塾大阪校卒業後、2022年現在青二プロダクションジュニアに所属している。

## 著作等
書籍（単著）
- 『上方艶ばなし』ごま書房、1974年
- 『上方落語夜話』大阪書籍、1982年
- 『なにわ橋づくし』朝日新聞社、1988年
- 『上方落語のはなし』朝日新聞社、1992年
- 『なにわ歳時記 五郎噺』東方出版、1992年
- 『つゆの艶ばなし』東方出版、1992年
- 『露の五郎 川柳句集』東方出版、1997年
- 『五郎は生涯未完成 芸と病気とイエス様』マナブックス／いのちのことば社、2005年

書籍（共著）
- 小島貞二 編『落語名作全集』第2 立風書房、1967年 - 『西遊記』の速記。
- 豊田善敬 編『桂春団治 はなしの世界』東方出版、1996年 - pp.179-212 に桂米朝・桂春若との鼎談。

関連書籍
- 明田川紗英『おかげさんで―落語家露の五郎とともに』東方出版、1999年。著者は五郎兵衛の妻。

CD
- ライヴ上方艶笑落語集 3（1996年、日本コロムビア）
- 落語仮名手本忠臣蔵（日本クラウン）
  - 村芝居（大序）（1997年） - 表題。
  - 能狂言（五段目）（1997年） - 『二八義太夫（六段目）』を収録。
  - 落ちゃるか（1997年） - 表題。
  - 九段目（1997年） - 『天河屋儀平』を収録。
  - 義士大根（1997年） - 表題のほか、『萱野三平考』を収録。
  - 神崎与五郎（外伝）／粗忽の使者（外伝）（1997年） - 表題のうち、『神崎与五郎（外伝）』。
- 落語 廓噺・艶噺集成（日本クラウン）
  - 忠臣蔵／目薬／宿屋かか（1997年）
  - 赤貝猫／大師の馬（1997年）
  - 鼠の耳（1997年）
  - 粉つぎや／いいえ（1997年）
  - 名月／揚子江／医者間男（1997年）
  - 三人旅浮かれの尼買い（1998年）
- 露の五郎とっておきの艶（バレ）噺（日本クラウン）
  - 女護ヶ島（1997年）
  - 故郷へ錦（1998年）
  - 初天神（1998年）
  - 紀州飛脚（1998年）
  - 唐人お吉（1998年）
  - 道鏡（1998年）
  - 大名道具（1998年）
  - 金瓶梅（1998年）
- 落語 人情噺集成（日本クラウン）
  - 大丸屋騒動（1998年）
- ビクター落語 二代目露の五郎 全3巻（2002年、ビクター／日本伝統文化振興財団）
- 特選上方お色気噺 第一集 森乃福郎・露の五郎（2010年、ケイエスクリエイト） - 2枚組パックCD。
  - 上方落語名人選 露の五郎（2012年、ケイエスクリエイト） - 上記の単品版。
- 上方落語名人選 秘蔵版 上方艶笑落語 露の五郎・笑福亭鶴志（2012年、ケイエスクリエイト）
- 上方落語名人選 秘蔵版 上方艶笑落語 露の五郎・森乃福郎（2012年、ケイエスクリエイト）

ビデオ
- 読売テレビ開局45周年記念 平成紅梅亭特選落語会 上方落語の真髄大御所の会（DVD 2004年、読売テレビ／ポニーキャニオン）

## 出演
新劇
- 新家族（1973年）[6]
- 西鶴有情（1978年、劇団大阪）[6]
- 写楽伝説（1986年）[6]

映画
- 鬼の詩（1975年、ATG）
- 好色源平絵巻（1977年、東映）
- 好色花でんしゃ（1981年、現代映像企画・にっかつ）
- ニワトリはハダシだ（2004年、ザナドゥー）

ラジオ
- 大阪発デジタルバザール（NHK-FMラジオ、近畿地方のみ）
- 歌謡曲でいこう（朝日放送ラジオ）

テレビドラマ
- 横堀川（NHK、1966年）
- よーいドン（NHK、1982年 - 1983年）
- 青春戯画集（NHK、1988年）
- 花真珠（読売テレビ、1990年）
- 連続テレビ小説（NHK）
  - ええにょぼ（1993年）
  - 走らんか!（1995年 - 1996年）
  - あすか（2005年）桂月役
- ニュースキャスター沢木麻沙子 京都・加賀殺人事件（フジテレビ、2001年9月21日）
- 風の盆から（NHK-BS、2002年10月19日）
- 菊亭八百善の人びと（NHK、2002年）
- 七色のおばんざい（NHK、2005年）

その他のテレビ番組
- 真珠の小箱（毎日放送） - 1990年代まで年1回程度出演していた

## 受賞歴
- 1969年 大阪文化祭賞[2]
- 1973年 大阪府民劇場奨励賞[2]
- 1985年 文化庁芸術祭賞 - 「露乃五郎の会」および新作『雪の子守唄』に対して[2][6]
- 1993年 大阪市民表彰（文化功労）[2]
- 1994年 上方お笑い大賞審査員特別賞[2]
- 1998年 西宮市民文化賞[2]
- 1998年 兵庫県文化賞[2][10]
- 2000年 大阪府知事表彰[2]
- 2000年 紫綬褒章[2]
- 2006年11月 旭日小綬章[5][2][11]
- 2012年1月 第15回上方演芸の殿堂入り[7][3]

## 弟子
- 4代目立花家千橘
- 露の慎悟
- 露の都
- 露の團四郎
- 露の團六
- 露の新治
- 露の吉次
- 露のききょう - 実子。後述。

中陰桔梗は、露の五郎兵衛一門の定紋である

  - 前述のとおり、五郎がたびたび東京（鈴本演芸場）の定席興行に客演したこともあり、弟子たちも東京の協会所属外であったが興行の顔付けに加わることもあった。このうち、都は同じ上方女流の3代目桂あやめとともに、落語協会所属の三遊亭歌る多、古今亭菊千代と定期的に落語会（「東西女流顔見世落語会」）を東京・大阪でそれぞれ開いているほか、新治は毎年8月の鈴本演芸場中席のお盆興行（主任は柳家さん喬・3代目柳家権太楼の交互）に仲入り前の出番（上方落語における「中トリ」）で客演している。